# Vaginol

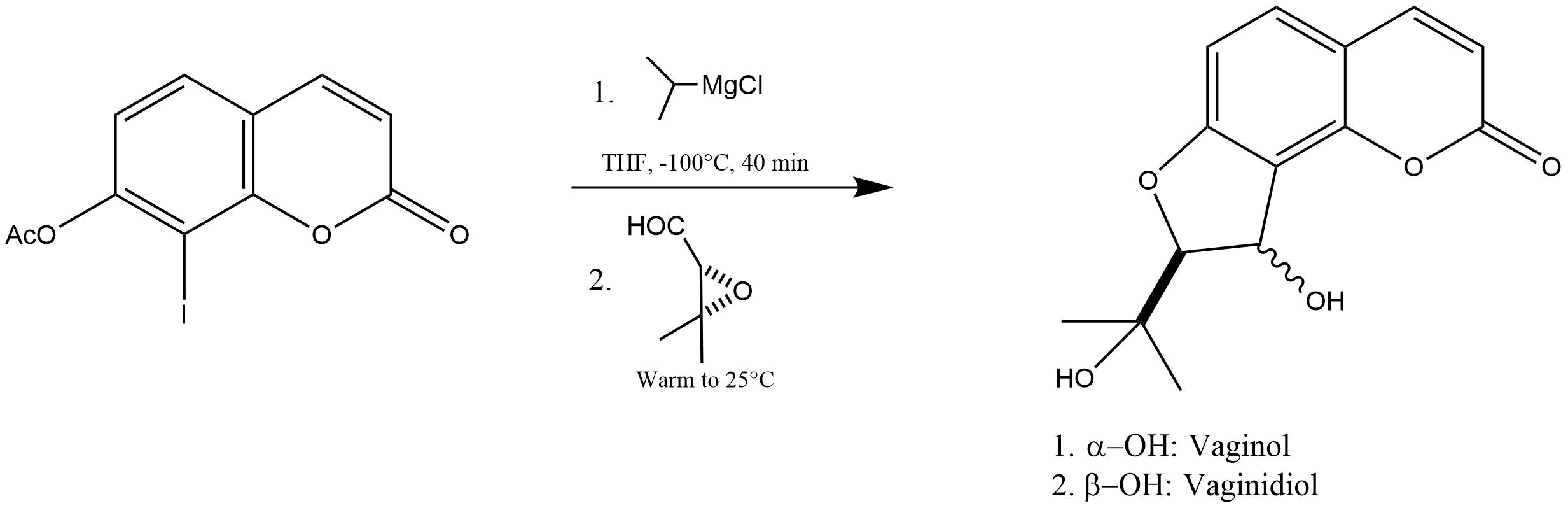

Vaginol é um composto químico. Seu glicosídeo é apterina . 